# Acrolophus phaeomalla
Acrolophus phaeomalla är en fjärilsart som beskrevs av Edward Meyrick 1913. Acrolophus phaeomalla ingår i släktet Acrolophus och familjen Acrolophidae. Inga underarter finns listade i Catalogue of Life.